# VK4501(P)
VK4501 (P）、またはVI号戦車ティーガー (P)（Panzerkampfwagen VI Tiger (P)）は、第二次世界大戦中のドイツで開発された戦車である。
俗にポルシェティーガー（Porsche Tiger）とも呼ばれる。（タイガーP とも呼ばれる。）

## 概要
ティーガーI は二種類の試作を経て制式採用された経緯を持つ。
採用されなかった試作車両が本車である。設計はフェルディナント・ポルシェによる。製作はニーベルンゲン製作所で行われた。
1941年5月26日、ヒトラーの山荘の会議にて、強力な戦車を配備する必要が指摘された。この戦車の試作はポルシェ社とヘンシェル社の競作になり、1942年4月20日、ヒトラーの査閲と面前での直進走行試験が行われた。ヘンシェル社の車輛はヒトラーとゲーリングから冷遇されたが、性能的にはポルシェ社の車輛を凌駕していた。ポルシェの車輛は信地旋回ができず、無理な走行で大地に埋まりこんだのである。1942年の7月27日にはクンマースドルフにおいて比較テストがおこなわれ、本車は要求項目を満たさなかった。その後の試験でもサスペンション、エンジンの過熱などの欠点が取り除かれず、ヘンシェル社の車輛がVI号戦車ティーガーI として量産された。
試験に不合格となったが、ポルシェ博士は採用を確信しており、合否を待たずして量産発注に入っていた。このため、既に生産された車体装甲板が相当数あった。これらの車体は突撃砲に改造され、最終的に90輌のティーガー(P)戦車駆逐車（フェルディナント）が生産された。

## 構造
本車の構成は保守的なもので、車体はIV号戦車の守旧的な構造を引き継ぎ、T-34のような傾斜装甲や曲面化された装甲形状を持たない。運転手席と無線手席の前面はほぼ垂直に立っており、車体・砲塔の前／側面も避弾経始の見られない垂直構成である。ただし単純な四角の箱型でなく、角に当たる部分は装甲板が面取りのように当てられており、全体的には八角である。後方から見て車体前部右側に前方機銃が設けられた。これは無線手が操作した。左側には操縦手が搭乗した。無線手席、運転席の天井にハッチを作る余裕がないため、側面装甲を円形にくりぬき、ハッチが設けられた。ハッチの厚みは80mmである。これを開閉する実用性と耐弾能力に難があり、後に溶接、廃止されている。
砲塔はヘンシェル社製のティーガーI にも流用され、改修ののち搭載された。各面ごとに作られた装甲板を組み合わせたそれまでのドイツ戦車とは異なり、側面と後面は接合部のない一体構造で、上面から見て馬蹄形（U字形）の継ぎ目のない構造になっている（ただし、この構造は一枚の装甲板を曲げて作らねばならないため、生産性に問題があった）。砲塔上面は全体的に平滑だが、中央部に砲俯角時のクリアランスをとるための張り出しがある。後方から見て左に車長席があり、天井に100mm厚の装甲で構成されるキューポラが設けられていた。ポルシェ社は搭載砲に8.8cm砲を予定し、高射砲を改良転用した。これは後の56口径8.8cm KwK36となった。主砲の他、正面から見て砲塔左側に同軸機銃を備える。
戦訓により車体／砲塔前面には100mmの装甲が施され、側面、後面にも80mmの装甲が施された。これはそれまでのドイツ戦車に比べて倍以上のものであった。
ポルシェ博士は電気自動車の技術者としても経験が豊富であり（「ローナーポルシェ」の項目を参照）、VK4501の前身でもあるVK3001の開発計画に際して「加速性能に優れ、左右旋回（操行）も容易な電気式駆動装置が適している」との持論を展開し、ガソリンエンジンと電気モーターによる駆動を試みている。これは空冷ガソリンエンジン2基によって直流発電機を回し、その電力で電気モーターを駆動させることによって走行する、“ガス・エレクトリック方式”による電気駆動であった。本車の開発にあたっても、同様の方式が踏襲された。
この方式であれば、変速や操向の際のギアの入れ替え、複雑なステアリング装置が全て省略でき、かわりに電力の流量を調節するだけで無段階変速や操向が可能になる。しかし、ただでさえこのクラスの重戦車には大馬力を発揮するために巨大なエンジンが必要になるのにもかかわらず、エンジンに加え大型大重量の発電機とモーターが必要であり、本車は車体中央にエンジンを並列に配置、後部に2機のモーターを横置きとした総体1.5tの機関を収めた結果、車体の後ろ半分はまるごと機関室となった。このため砲塔は車体上面の前寄りに配置されている。なお、走行装置が車体後部に全て収められており、機構上従来の戦車のように車体前部へドライブシャフトを引き回して変速装置を配置する必要がないため、本車は後輪駆動である。
しかし、搭載した空冷エンジンは開発当初から問題を抱えており、電動式の魚雷のものを流用したモーターは車重に比して発揮できる出力とトルクが不足していた。このため、発電能力の不足やエンジン過熱によって頻繁に故障し、開発中の不整地走行ではVK3001(P)から有線にて電力を供給されて動く有様であった。この他、防磁されていない発電機による電磁的なノイズがひどく、無線通信が難しかった。
ただし、車体を流用したフェルディナント重駆逐戦車を運用した部隊からは、ギアチェンジが無用である点において操縦性の評価は悪くなく、また変速機に関するトラブルが少なくなったと報告しており、無線通信の問題を除けば、大戦中のドイツ戦車でよく問題となった変速機のトラブルが解消ないし軽減するという点では、ポルシェ博士の方向性が間違っているとは言い切れない。走行装置にもポルシェ博士の独創が発揮された。トーションバーを床下に配置せず、縦置きとして車外に装備した。トーションバーと転輪二枚を一つのユニットとし、車体両側にユニットを3組装着した。この揺動台車式転輪ユニットは、横置きに比べ省スペースであり、工程を省き、全高を低く抑え、床下にハッチを設けることができた。この形式は本車のシャーシを流用したエレファント重駆逐戦車、またヤークトティーガーの一部車輛にも用いられている。しかし、トーションバーが短い縦置き式はその弾性が乏しいため、繰り返しの加重で劣化しやすく、大重量を受けて働く装置としては不具合が多かった。ヤークトティーガーに装備したものには破断や低速走行時の履帯の脈動による振動が見られた。エレファントでは戦車型より重量が大きくなったため足回り部品の消耗が早まり、頻繁な部品交換が必要となった。
履帯は片側109枚をシングルピンでつなぎ合わせた方式である。履板は幅640mmの鉄の塊であり、連結は重労働であった。大重量のため、履帯にかかる荷重が不均一だとこのピンを破断したり、履帯が屈曲するケースが多く、高い負荷のかかる旋回や急旋回は履帯の逸脱を招き、故障に直結した。また、試作車では履板中央の噛み合い突起（センターガイド）が全枚にある構成としたため、この突起間に石を始めとした異物を巻き込むことが多く、これも履帯の破損を多発させる要因になった。このため、駆逐戦車型と実戦投入型では、突起のある履板と無い履板の二種類を用意し、これを交互に連結する方式に改修された。

## 実戦投入
第653重戦車駆逐大隊において数輌が指揮戦車として配備され、大隊本部に所属する指揮官グループが搭乗した。この際車体前面にフェルディナント/エレファントと同じく100mm増加装甲板がボルト留めされ、砲塔は量産型ティーガーI に搭載された、形状が改修されたものに換装された。問題のあった空冷エンジンも同様にマイバッハ製水冷式ガソリンエンジン（マイバッハ HL120TRM 4ストロークV型12気筒、出力300馬力(221kW)）に換装され、強化されていた。